# Paesi Bassi ai XVII Giochi olimpici invernali
I Paesi Bassi parteciparono ai XVII Giochi olimpici invernali, svoltisi a Lillehammer, Norvegia, dal 12 al 27 febbraio 1994, con una delegazione di 21 atleti impegnati in quattro discipline.